# Camaricus mimus
Camaricus mimus es una especie de araña cangrejo del género Camaricus, familia Thomisidae. Fue descrita científicamente por Pavesi en 1895.

## Distribución
Esta especie se encuentra en África: Etiopía y África Oriental.

## Tratamiento taxonómico
La especie aparece registrada y publicada en Esplorazione del Guiba e dei suoi affluenti compiuta dal Cap. Bottego. XVIII. Aracnidi. Annali del Museo Civico di Storia Naturale di Genova 35: 491–537.